# William English (Ingenieur)

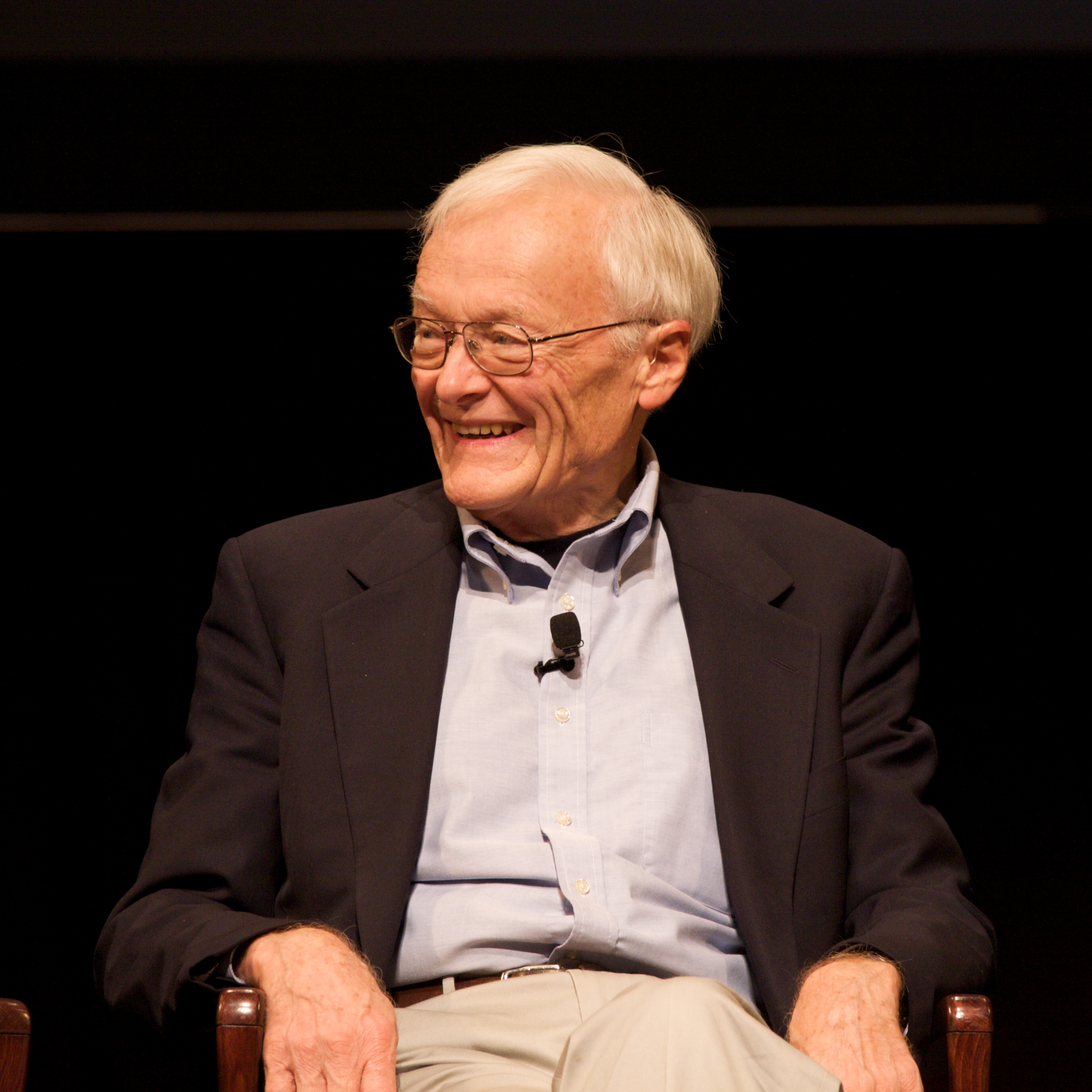
Bill English im Jahr 2008

William Kirk English (auch Bill English, * 27. Januar 1929 in Lexington, Kentucky; † 26. Juli 2020 in San Rafael, Kalifornien) war ein US-amerikanischer Computeringenieur und Miterfinder der Computermaus.

## Leben
English wurde 1929 in Lexington, Kentucky als Sohn eines Elektroingenieurs geboren. Nach dem Studium der Elektrotechnik an der University of Kentucky war English bis zum Ende der 1950er Jahre bei der U.S. Navy tätig. Anschließend ging er an das kalifornische Forschungslabor Stanford Research Institute (SRI), wo er an neuen Konzepten unter anderem für die Bedienung von Computern arbeitete. Dabei stieß 1964 English zu Douglas C. Engelbarts dort angesiedeltem Augmentation Research Lab. 

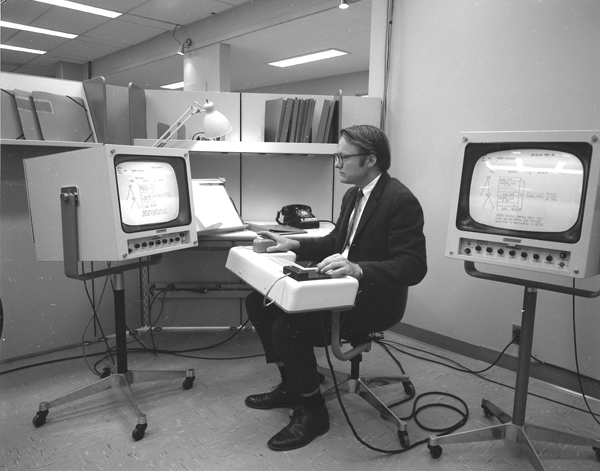
Bill English bei The Mother of All Demos, den technischen Ablauf der Präsentation überwachend

Die dort entwickelte Computermaus und weitere Techniken präsentierten Engelbart und English am 9. Dezember 1968 das erste Mal vor einem Fachpublikum. Die Folgen der Präsentation waren so weitreichend für die Entwicklung der Mensch-Maschinen-Interaktion, dass der Vortrag 1994 von Steven Levy als The Mother of All Demos bezeichnet wurde. 1971 verließ English das SRI und ging zu Xerox, wo er am Palo Alto Research Center (PARC) arbeitete. Dort entwickelte er unter anderem das ursprüngliche Konzept der Maus weiter. Ab 1989 arbeitete er für Sun Microsystems.
Er starb im Alter von 91 Jahren in San Rafael, Kalifornien.

## Ehrungen
- ACM Software System Award (1990)

## Veröffentlichungen
- W. K. English, D. C. Engelbart, M. L. Berman: Display-Selection Techniques for Text Manipulation. In: IEEE Transactions on Human Factors in Electronics HFE-8, Nr. 1, 1967, S. 5–15.
- D. C. Engelbart, W. K. English: A research center for augmenting human intellect. In: Proceedings of the AFIPS 1968 Fall Joint Computer Conference. Thompson Book, San Francisco CA 1968, S. 395–410.